# Insulibrachys needhami
Insulibrachys needhami är en dagsländeart som beskrevs av Tomáš Soldán 1986. Insulibrachys needhami ingår i släktet Insulibrachys och familjen slamdagsländor. Inga underarter finns listade i Catalogue of Life.